# Pinalia obvia
Pinalia obvia är en orkidéart som först beskrevs av William Wright Smith, och fick sitt nu gällande namn av Sing Chi Chen och Jeffrey James Wood. Pinalia obvia ingår i släktet Pinalia och familjen orkidéer. Inga underarter finns listade i Catalogue of Life.